# Tour d'Espagne 1945
La cinquième édition du Tour d'Espagne s'est déroulée entre le 10 et le 31 mai 1945 et était composée de 19 étapes pour un total de 3 803 kilomètres. Le départ et l'arrivée étaient fixés à Madrid. Il s'agissait de la première édition depuis 1942, après deux annulations en raison de la Seconde Guerre mondiale et des difficultés économiques endurées par l'Espagne.
Après le succès du double vainqueur (1941 et 1942) Julián Berrendero lors de la première étape, Delio Rodríguez s'est assuré la victoire finale dès le deuxième jour en s'imposant à Cáceres avec une demi-heure d'avance. Grâce à ses six victoires d'étapes, il est également vainqueur du premier classement par points du Tour d'Espagne. Berrendero, deuxième de classement général, remporte le classement de la montagne.

## Classement général
| \| 1. \| Delio Rodríguez \| Espagne \| en \| 135 h 43 min 55 s \| \| \| 2. \| Julián Berrendero \| Espagne \| + \| 30 min 08 s \| \| \| 3. \| Juan Gimeno \| Espagne \| + \| 37 min 18 s \| \| \| 4. \| Miguel Gual \| Espagne \| + \| 49 min 53 s \| \| \| 5. \| Antonio Martín \| Espagne \| + \| 1 h 09 min 01 s \| \| \| 6. \| João Rebelo \| Portugal \| + \| 1 h 09 min 09 s \| \| \| 7. \| Diego Cháfer \| Espagne \| + \| 1 h 12 min 41 s \| \| \| 8. \| Bernardo Capó \| Espagne \| + \| 1 h 17 min 20 s \| \| \| 9. \| Alejandro Fombellida \| Espagne \| + \| 1 h 18 min 18 s \| \| \| 10. \| Pedro Font \| Espagne \| + \| 1 h 20 min 21 s \| \| |                      |          |    |                   |  |
| 1. | Delio Rodríguez      | Espagne  | en | 135 h 43 min 55 s |  |
| 2. | Julián Berrendero    | Espagne  | +  | 30 min 08 s       |  |
| 3. | Juan Gimeno          | Espagne  | +  | 37 min 18 s       |  |
| 4. | Miguel Gual          | Espagne  | +  | 49 min 53 s       |  |
| 5. | Antonio Martín       | Espagne  | +  | 1 h 09 min 01 s   |  |
| 6. | João Rebelo          | Portugal | +  | 1 h 09 min 09 s   |  |
| 7. | Diego Cháfer         | Espagne  | +  | 1 h 12 min 41 s   |  |
| 8. | Bernardo Capó        | Espagne  | +  | 1 h 17 min 20 s   |  |
| 9. | Alejandro Fombellida | Espagne  | +  | 1 h 18 min 18 s   |  |
| 10. | Pedro Font           | Espagne  | +  | 1 h 20 min 21 s   |  |

## Étapes
| N°  | Date   | Villes étapes             | km       | Vainqueur d'étape | Leader du général |
| 1re | 10 mai | Madrid - Salamanque       | 212      | Julián Berrendero | Julián Berrendero |
| 2e  | 11 mai | Salamanque - Cáceres      | 214      | Delio Rodríguez   | Delio Rodríguez   |
| 3e  | 12 mai | Cáceres - Badajoz         | 132      | Miguel Gual       | Delio Rodríguez   |
| 4ea | 13 mai | Badajoz - Almendralejo    | 57 (CLM) | Juan Gimeno       | Delio Rodríguez   |
| 4eb | 13 mai | Almendralejo - Séville    | 171      | Vicente Miró      | Delio Rodríguez   |
| 5e  | 15 mai | Séville - Grenade         | 251      | Antonio Montes    | Delio Rodríguez   |
| 6e  | 16 mai | Grenade - Murcie          | 285      | Joaquín Olmos     | Delio Rodríguez   |
| 7e  | 17 mai | Murcie - Valence          | 244      | Delio Rodríguez   | Delio Rodríguez   |
| 8e  | 19 mai | Valence - Tortosa         | 188      | Delio Rodríguez   | Delio Rodríguez   |
| 9e  | 20 mai | Tortosa - Barcelone       | 288      | Miguel Gual       | Delio Rodríguez   |
| 10e | 21 mai | Barcelone - Saragosse     | 306      | Miguel Gual       | Delio Rodríguez   |
| 11e | 22 mai | Saragosse - San Sebastián | 276      | José Gutiérrez    | Delio Rodríguez   |
| 12e | 24 mai | San Sebastián - Bilbao    | 207      | João Rebelo       | Delio Rodríguez   |
| 13e | 25 mai | Bilbao - Santander        | 188      | Delio Rodríguez   | Delio Rodríguez   |
| 14e | 26 mai | Santander - Reinosa       | 110      | João Rebelo       | Delio Rodríguez   |
| 15e | 27 mai | Reinosa - Gijón           | 200      | Delio Rodríguez   | Delio Rodríguez   |
| 16e | 29 mai | Gijón - León              | 172      | Julián Berrendero | Delio Rodríguez   |
| 17e | 30 mai | León - Valladolid         | 132      | Delio Rodríguez   | Delio Rodríguez   |
| 18e | 31 mai | Valladolid - Madrid       | 185      | Joaquín Olmos     | Delio Rodríguez   |

## Classements annexes
| \| 1. \| Delio Rodríguez \| Espagne \| 2347 pts \| \| 2. \| João Rebelo \| Portugal \| 2021 pts \| \| 3. \| Julián Berrendero \| Espagne \| 1967 pts \| |                   |          |          |
| 1. | Delio Rodríguez   | Espagne  | 2347 pts |
| 2. | João Rebelo       | Portugal | 2021 pts |
| 3. | Julián Berrendero | Espagne  | 1967 pts |

| \| 1. \| Julián Berrendero \| Espagne \| 45 pts \| \| 2. \| João Rebelo \| Portugal \| 44 pts \| \| 3. \| Pedro Font \| Espagne \| 28 pts \| |                   |          |        |
| 1. | Julián Berrendero | Espagne  | 45 pts |
| 2. | João Rebelo       | Portugal | 44 pts |
| 3. | Pedro Font        | Espagne  | 28 pts |

## Liste des coureurs
| 1-11 | 12-22 | 23-33 |
| - 1 Joaquín Bailón - 2 Julián Berrendero - 3 Benito Cabresteros - 4 Bernardo Capó - 5 Vicente Carretero - 6 Miguel Casas (es) - 7 Manuel Costa - 8 Diego Cháfer - 9 Cipriano Elis (es) - 10 Francisco Expósito - 11 Serafín Fernandez | - 12 Alejandro Fombellida - 13 Pedro Font Marguí (es) - 14 José Gándara (es) - 15 Juan Gimeno - 16 Miguel Gual - 17 José Gutiérrez Mora - 18 Joaquín Jiménez Mata - 19 Dalmacio Langarica - 20 José Lizzaralde - 21 Martín Mancisidor - 22 Antonio Martín Eguia | - 23 Vicente Miró - 24 Andrés Morán - 25 Antonio Montes - 26 Joaquín Olmos - 27 Gabriel Palmer - 28 Emilio Rodriguez - 29 Delio Rodríguez - 30 Pastor Rodríguez - 31 Bernardo Ruiz - 32 Antonio Andrés Sancho - 33 Fermín Trueba |
| 34-44 | Portugal | |
| - 34 Félix Vidaurreta - 35 José Vidal Porcar - 36 Máximo Dermit - 37 Artur Dorsé (es) - 38 Julián Feito - 39 José Gras - 40 Enrique Laguna - 41 José Lahoz (es) - 42 Juan Parra - 43 Antonio Rodríguez - 44 Juan Vila                 | - 45 Aniceto Bruno (Por) - 46 Império dos Santos (Por) - 47 Francisco Inácio (Por) - 48 Eduardo Lopes (Por) - 49 João Lourenço (Por) - 50 Júlio Mourão (Por) - 51 Jorge Pereira (Por) - 52 João Rebelo (Por)                                                    | |